# Крейтон, Василий Петрович
Василий Петрович Крейтон (англ. Archibald William Crichton; 1791—1863) — российский медик шотландского происхождения; лейб-медик.

## Биография
Арчибальд-Вильям Крейтон родился 29 марта 1791 года в Эдинбурге (Шотландия). Окончил медицинский факультет Эдинбургского университета. В Эдинбурге его посвятили в масоны в ложе «Кенонгейт Килуиннинг».
Родство с лейб-медиком А. Крейтоном, которому он приходился племянником, и женитьба на дочери другого лейб-медика — Н. М. Сутгофа, способствовали его карьере на русской службе, в которую он вступил в 1810 году. Сдал экзамен на звание доктора медицины в Санкт-Петербургской медико-хирургической академии и стал зваться в России Василием Петровичем. Одним из первых поручений в России для Крейтона стала командировка на Кавказские минеральные воды (КМВ), где он провёл целый ряд медицинских исследований с целью улучшения здешнего курортного быта.
Кроме наблюдения за КМВ, Крейтону была поставлена задача выбора мест и надзор за построением купален. Прибыв на место, Крайтон предложил начать строительство деревянных ванн по своему проекту, суть которого состояла в том, чтобы в случае, если источник иссякнет, деревянные строения могли быть перенесены к другим источникам. Однако начальство в лице нового министра полиции Вязмитинова не одобрило этой идеи и настаивало на строительстве ванных зданий из камня. Большого труда стоило Крейтону отстоять свой проект. В марте 1812 года император одобрил предложения Крейтона и повелел приступить к постройке близ выхода источников, ванн и каменной лестницы на Горячую гору.
На Кавказе Крейтон применил разработанные им «Особые правила очищения от заразительных болезней». «Метода Крейтона» состояла в создании карантинов, где в специальных камерах одежда всех лиц, проходящих через карантин, проходила очистку под напором «усиленного газа».
В 1813 году он участвовал в локализации эпидемии чумы на Кавказе. Затем служил в Рижском военно-сухопутном госпитале; был главным врачом госпиталя. Во время заграничного похода русских войск принял участие «в деле против неприятеля под местечком Фер-Шампенауз и под городом Парижем». Был назначен главным врачом военно-временных госпиталей Парижа. В 1815 году был полковым врачом лейб-гвардии Преображенского полка, затем — старшим доктором Гвардейской кавалерии.
С 1817 года находился при великом князе Николае Павловиче, который в 1822 году просил своего брата императора Александра I пожаловать Крейтона в лейб-медики. Но к тому времени вместо положенных по штату четырёх лейб-медиков уже числилось пятнадцать и должность лейб-медика он получил впоследствии.
В 1826 году был произведён в действительные статские советники.
В 1827 году был образован особый комитет по делам Кавминвод. Николай I, одобрив создание комитета, приказал назначить одним из его членов по медицинской части лейб-медика Крейтона.
Был награждён российскими орденами Св. Станислава 1-й ст. (08.11.1832), Св. Анны 1-й ст. (21.04.1834), Св. Владимира 2-й ст., а также иностранными — французским орденом Почётного легиона и прусским орденом Красного орла 2-й ст. ; был членом Медицинского совета министерства внутренних дел
Умер в Санкт-Петербурге, по одним сведениям 4 июля 1865 года[по какому календарю?], по другим — 15 (27) февраля 1863 года и был похоронен на Смоленском евангелическом кладбище.

## Семья
Жена — София Луиза Сутгоф (1798—1869), дочь доктора медицины, лейб-медика Николая Иоахима Мартыновича Сутгофа (1765—1836) и Гедвиги Катарины Магнусдоттер Ореус (1774—1847), дочери М.М.Ореуса; сестра А.Н.Сутгофа.
Сын — Николай Васильевич Крейтон (1825—1885), статский советник, архитектор при Санкт-Петербургском совете детских приютов. Похоронен на Смоленском евангелическом кладбище. Жена — Елизавета Евстафьевна (Элоиза Августа Иоганна) Крейтон (урожд. Нирод, 1842—1919), дочь Е.Е.Нирода.
Внуки:
- Владимир Николаевич Крейтон (1871—1931) — археолог, государственный деятель, последний владимирский губернатор.
- Александр Николаевич Крейтон (1866 — после 1917) — полковник лейб-гвардии Преображенского полка, последний гродненский губернатор.
- Николай Николаевич Крейтон (1868—1916), камергер[9].  Его сын — Николай Николаевич Крейтон-младший (1894—1919), погиб в Гражданскую войну[10], дочь — Елена Николаевна Крейтон, в замуж. Геринг (1897—1938), была репрессирована[11]; ее муж, Д.Э.Геринг, также был арестован, но в итоге освобожден[12].
- Сергей Николаевич Крейтон (1876—1927) — полковник 1-го стрелкового полка лейб-гвардии.